# Crux Mathematicorum
Ne doit pas être confondu avec Forum Geometricorum.
Crux Mathematicorum est une revue scientifique de mathématiques publiée par la Société mathématique du Canada. Elle publie des problèmes mathématiques pour les étudiants du secondaire et du premier cycle. Son rédacteur en chef est Kseniya Garaschuk.

## Historique
La revue est fondée en 1975, sous le nom d'Eureka, par l'Association de mathématiques Carleton-Ottawa, avec Léo Sauvé comme premier rédacteur en chef. Elle prend le nom de Crux Mathematicorum à partir de son quatrième volume, en 1978, pour éviter toute confusion avec une autre revue dénommée Eureka publiée par la Cambridge University Mathematical Society. La Société mathématique du Canada reprend la revue en 1985 et, peu de temps après, GW (Bill) Sands devient son nouveau rédacteur en chef. Bruce LR Shawyer prend la relève en tant que rédacteur en chef en 1996. En 1997, elle fusionne avec une autre revue fondée en 1988, Mathematical Mayhem, pour devenir Crux Mathematicorum with Mathematical Mayhem. Jim Totten devient rédacteur en chef en 2003 et Václav (Vazz) Linek le remplace en 2008 .
Ross Honsberger écrit que « pour les problèmes élémentaires intéressants, cette publication est à part ». La revue est également connue pour avoir ravivé l'intérêt pour les problèmes de géométrie des temples japonais en publiant une série d'entre eux à partir de 1984. Le site IMOmath.com a mis à disposition des problèmes impliquant des inégalités issus de ses quatre premiers volumes et qualifie la publication de « meilleure revue de résolution de problèmes au monde » . Depuis janvier 2019, Crux Mathematicorum est devenu une publication en ligne gratuite grâce au soutien de la Fondation Intact.